# Torreadrada
Torreadrada è un comune spagnolo di 121 abitanti situato nella comunità autonoma di Castiglia e León.